# Hypermarkt

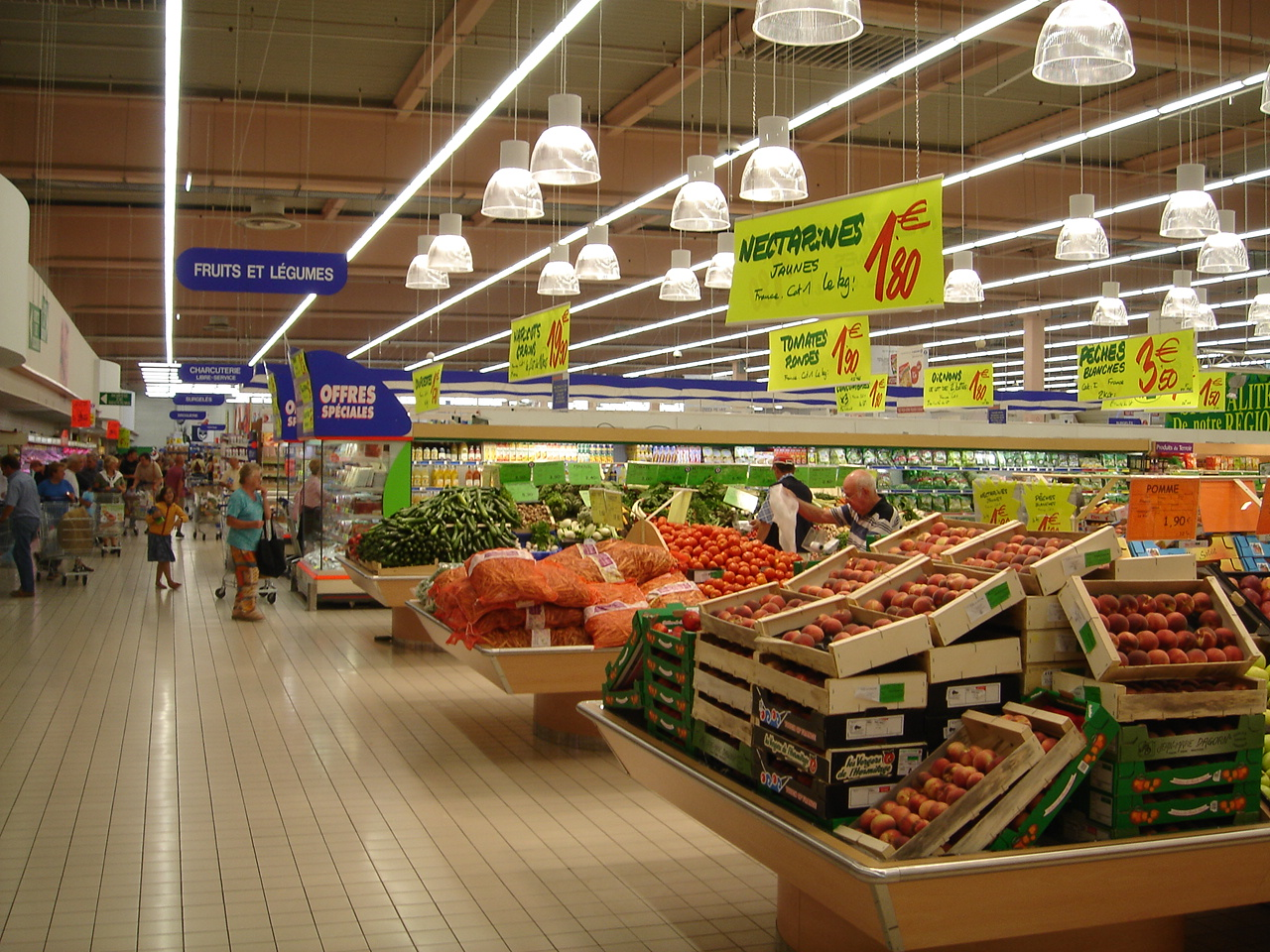
Hypermarkt E.Leclerc in Trélissac, Frankrijk

Een hypermarkt is een grootschalige winkel waar naast supermarktartikelen (dagelijkse boodschappen) ook warenhuisartikelen (niet-dagelijkse artikelen) te koop zijn. Ze zijn vaak te vinden aan de rand van de stad. Vooral in Frankrijk komt dit type winkels vaak voor bij grote steden. Ook in België, Duitsland, Spanje, Italië, Polen en de Verenigde Staten is de hypermarkt een bekend fenomeen.

## Hypermarkten in Nederland
In Nederland zijn supermarkten relatief klein in vergelijking met superstores of hypermarkten in andere landen. Een reden hiervoor is de regelgeving. In de meeste gemeenteverordeningen wordt de verkoop van voedsel alleen toegestaan binnen de bebouwde kom. Veel gemeentebesturen in kleinere gemeenten zien de komst van een hypermarkt in de regio als bedreiging voor de lokale winkels en zijn vaak niet bereid mee te werken aan dergelijke initiatieven. Daarnaast is Nederland een relatief klein land, maar kent wel veel winkelcentra. Zo kun je van winkelcentrum De Mare in Alkmaar moeiteloos naar het kleinere winkelcentrum Daalmeer (ook Alkmaar), het weer wat grotere winkelcentrum De Broekerveiling in Broek op Langedijk, om eventueel door te gaan naar Middenwaard in de stad Heerhugowaard, om daarna naar het kleinere Centrumwaard (ook Heerhugowaard) te gaan, allemaal op fietsafstand. Kortom: winkelcentra zijn in Nederland relatief veelvuldig aanwezig, en liggen meestal niet ver van elkaar vandaan. Daarnaast zijn er de oude binnensteden of dorpskernen die als centrale plek gezien kunnen worden als een ‘winkelhart’ of marktplaats, íets dat bijvoorbeeld in de Verenigde Staten zelden voor komt vanwege de planning om alles met de auto te kunnen doen op één plek. Daarnaast speelt het online winkelen een grote rol.. Winkels zoals Picnic zijn alleen online en ook vele andere supermarkten en winkels bieden alles online te koop aan, soms zelfs alleen maar online, zoals Albert Heijn (die vaak met Etos en Gall & Gall dichtbij elkaars winkels zijn, want zij vallen, net als bol.com (behorend tot dezelfde Koninklijke Ahold NV)), maar ook bijvoorbeeld de Vomar, Kruidvat en Action die speciale aanbiedingen hebben die alleen online te verkrijgen zijn (Dus niet fysiek in de winkel.) en die dat laten bezorgen. Daar is vaak wel een klantenkaart nodig. Een groot percentage van deze aankopen daarvan kwam tijdens, en na, de COVID-19 lockdown, zo is onderzocht door de Rabobank. Nederland is, na Ierland, het Europese land dat met 94,1% de meeste online aankopen doet volgens De Volkskrant in mei 2025.
Idealiter heeft een supermarkt anno 2007 in Nederland een brutovloeroppervlakte van ten minste 1500/2000 m². Gemiddeld zijn ze beduidend kleiner. Het Bijenkorfconcern heeft in de jaren zeventig een keten van hypermarkten opgezet, onder de naam Maxis. Verder heeft De Gruyter het geprobeerd onder de naam Trefcenter en Ahold met Miro. Ook Laurus heb het geprobeerd met de Konmar Superstore. Deze type winkels zijn intussen ontmanteld en vervolgens voortgezet als supermarkten van onder meer AH, Jumbo en Hoogvliet.
In 2002 is Ahold gestart met zes AH XL vestigingen, die ongeveer 4000 m² vloeroppervlakte hebben. Hierbij is ook, vergelijkbaar met locaties buiten Nederland, een plaats vrijgehouden voor non-food zoals drogisterij- en elektronica-artikelen. Toch spreekt men hier niet van een hypermarkt, omdat de oppervlakte aan de kleine kant is.
Het Duitse Famila heeft al enige jaren plannen om in Nederland hypermarkten op te gaan zetten met een vloeroppervlakte vanaf 4500 m². J. Bünting Beteiligungs AG uit Leer heeft daartoe in 2006 een kantoor in Nederland geopend.
In 2013 startte Jumbo met een eerste vestiging van een Jumbo Foodstore met een vloeroppervlakte van 6000 m² in Breda. Dit is evenmin een hypermarkt, omdat hier geen warenhuisartikelen worden verkocht.
Sinds 2014 was het de bedoeling om in Steenwijk een Jumbo-hypermarkt met een oppervlakte van ongeveer 10.000 vierkante meter nabij de A32 te bouwen volgens het Focus-U-Park concept. Na diverse rechtszaken is er in 2017 een omgevingsvergunning afgegeven. De geplande bouw had eind 2018 van start moeten gaan, maar sinds juni 2019 is de komst van de hypermarkt definitief van de baan.

## Hypermarkten in België
De Louis Delhaize Group exploiteert in Wallonië en Brussel zeven Cora-hypermarkten.
De Franse groep Carrefour nam in 2000 de Belgische GB Groep over, de hypermarkten "Maxi GB" en "Bigg's" werden in 2001 Carrefour-hypermarkten. In 2007 telde België 56 Carrefour-hypermarkten. In 2010 kondigde Carrefour aan dat het 14 hypermarkten zou sluiten omdat ze niet rendabel genoeg waren.
De grootste hypermarkt in Vlaanderen is de Carrefour-vestiging in het B-Park in Brugge.

## Hypermarkten in Frankrijk
In Frankrijk is in vele plaatsen een hypermarkt gevestigd. Dit kunnen vestigingen van zelfstandige ketens zijn, of onderdeel van een groter supermarktconcern.
Ketens die volledig gericht zijn op hypermarkten:
- Cora
- E.Leclerc
- Carrefour
- Auchan

Ketens die onderdeel zijn van een groter concern:
- Géant van Casino.
- Hyper U, onderdeel van Système U.